# Nemo kentae
Nemo kentae är en tvåvingeart som beskrevs av Mcalpine 1983. Nemo kentae ingår i släktet Nemo och familjen Neminidae. Inga underarter finns listade i Catalogue of Life.